# Universele verzameling
In de verzamelingenleer, een deelgebied van de wiskunde, is een universele verzameling díe verzameling van wiskundige objecten (entiteiten) die bij een wiskundige verhandeling (in ruime zin) of bij een onderzoek een rol spelen c.q. onderwerp van bespreking zijn of zouden kunnen zijn binnen die verhandeling of dat onderzoek.
Bij de meeste deelgebieden van de wiskunde behoren verzamelingen en daarop gebaseerde operaties tot de instrumenten waarmee zo'n deelgebied wordt beschreven. Vaak worden daarbij dan deelverzamelingen gebruikt van eenzelfde 'vaste' verzameling, gekoppeld aan juist dat deelgebied.
Een universele verzameling wordt bijna altijd aangegeven met de letter {\displaystyle {\mathcal {U}}} (soms ook met {\displaystyle \xi }, de kleine Griekse letter ksi). Zo'n universele verzameling wordt ook wel de alverzameling van het deelgebied genoemd.
Als van elke entiteit {\displaystyle x} (een object of een verzameling objecten) kan worden vastgesteld of die in een bepaalde situatie (in de ruimste zin) wordt c.q. kan worden overwogen/gebruikt – {\displaystyle x} heeft dan de eigenschap {\displaystyle G} c.q. {\displaystyle G(x)} is waar – kan een universele verzameling, binnen een zekere context, ook worden opgevat als een klasse:
- {\displaystyle {\mathcal {U}}=\{x\ |\ G(x)\ {\text{is waar}}\}}

## Voorbeelden
- In de vlakke meetkunde kan {\displaystyle {\mathcal {U}}} de verzameling zijn van alle reële punten in het euclidische vlak. Deelverzamelingen van {\displaystyle {\mathcal {U}}} zijn bijvoorbeeld rechte lijnen (als verzameling van punten), de hoekpunten en punten van de zijden van een vierhoek.
- In de rekenkunde en in de schoolalgebra is {\displaystyle {\mathcal {U}}} bij het oplossen van rekenproblemen meestal een vooraf vastgestelde getalverzameling, zoals {\displaystyle \mathbb {N} } (natuurlijke getallen) of {\displaystyle \mathbb {R} } (reële getallen).

Maar ook is mogelijk, weer als voorbeeld: {\displaystyle {\mathcal {U}}=\{\ \{1\},\{1,2\},\{1,2,3\},\ \dots \}}
- In de analyse is {\displaystyle {\mathcal {U}}} bijvoorbeeld de verzameling van differentieerbare functies.
- In de taalkunde is de verzameling bestaande uit de trefwoorden (lemmata, ingangen) in de officiële woordenlijst van een taal op te vatten als een universele verzameling.
- Is dit artikel (met de naam "Universele verzameling") de bedoelde context en is {\displaystyle {\mathcal {U}}} de universele verzameling daarbij, dan geldt:[3]

{\displaystyle {\mathcal {U}}=\{{\mathcal {U}},\mathbb {N} ,\mathbb {R} ,\ \dots \}}

## Eigenschappen
- Is {\displaystyle A} de verzameling objecten waarover een zekere verhandeling gaat en is {\displaystyle {\mathcal {U}}} de verzameling van alle objecten {\displaystyle x} waarover die verhandeling zou kunnen gaan, dan is {\displaystyle A^{c}} (ook wel {\displaystyle {\bar {A}}}) de verzameling van objecten die niet besproken worden, het (absolute) complement van {\displaystyle A}. Of, iets formeler:

{\displaystyle A^{c}=\{x\in {\mathcal {U}}\ |\ x\not \in A\}}
En dan is:
{\displaystyle A\cup A^{c}={\mathcal {U}}}
- Voor elke universele verzameling {\displaystyle {\mathcal {U}}} geldt: {\displaystyle \ {\mathcal {U}}^{c}=\emptyset }.

Bewijs:
{\displaystyle {\mathcal {U}}^{c}=(A\cup A^{c})^{c}=A^{c}\cap A=\emptyset }
- Dus is ook, binnen de bedoelde context: {\displaystyle \emptyset ^{c}={\mathcal {U}}}.
- Zijn {\displaystyle {\mathcal {U}}_{1}} en {\displaystyle {\mathcal {U}}_{2}} de universele verzamelingen van twee artikelen (in bijvoorbeeld een tijdschrift) en worden deze artikelen samengevoegd tot één artikel, dan geldt voor de universele verzameling {\displaystyle {\mathcal {U}}} van dat nieuwe artikel:

{\displaystyle \ {\mathcal {U}}={\mathcal {U}}_{1}\ \cup \ {\mathcal {U}}_{2}}